# Wicheon-myeon
Wicheon-myeon (koreanska: 위천면) är en socken i kommunen Geochang-gun i provinsen Södra Gyeongsang, i den centrala delen av Sydkorea, 220 km söder om huvudstaden Seoul.